# 迪米特里奧斯·卡斯達格利斯
迪米特里奧斯·卡斯達格利斯（希臘語：Δημήτριος Εμμανουήλ，1872年10月10日—1931年7月6日）是一位希臘裔埃及網球選手，参加了1896年在雅典举行的夏季奥林匹克运动会和1906年在雅典举行的中间奥林匹克运动会。
卡斯達格利斯出生英格蘭索爾福德市但居住在埃及，他在1896年夏季奥林匹克运动会卻選擇代表希臘隊比賽。他在單打和雙打網球比賽中都進入決賽。在單打比賽中，他在第一輪中擊敗了法國的德費爾特（J. Defert），第二輪中擊敗希臘的康斯坦丁諾斯·阿克拉托普洛斯（Konstantinos Akratopoulos），準決賽中擊敗匈牙利的莫姆奇洛·塔帕維卡，最後在決賽中面對英國的约翰·博兰，卡斯達格利斯獲得第二名。
在雙打比賽中，卡斯達格利斯與德米特里奧斯·彼得羅科基諾斯搭檔代表希臘隊，他們在第一輪中擊敗了另外一對希臘選手康斯坦丁諾斯·帕斯帕蒂斯和伊萬格洛斯·拉利斯，準決賽中擊敗英國/澳大利亞的喬治·S·羅伯遜和愛德溫·弗拉克。在決賽中，卡斯達格利斯再次面對约翰·博兰，這次他與德國的弗里德里希·特朗搭檔。卡斯達格利斯再次輸掉決賽，使卡斯達格利斯獲得第二枚銀牌。
1896年的參賽名單和1906年官方報告都將卡斯達格利斯列為希臘人，這與國際奧委會1896年的數據庫一致。然而證據表明在這兩次比賽時他沒有希臘國籍的法律地位，更準確地說應該被歸類為英國人。

## 外部鏈接
- 迪米特里奧斯·卡斯達格利斯在Olympedia的个人资料和比赛数据